# Alchemilla amauroptera
Alchemilla amauroptera är en rosväxtart som beskrevs av A. Plocek. Alchemilla amauroptera ingår i släktet daggkåpor, och familjen rosväxter. Inga underarter finns listade i Catalogue of Life.